# Louis Parent de Chassy
Louis Nicolas Parent de Chassy est un homme politique français né le 22 août 1729 à Vignol (Nièvre) et mort le 2 février 1794 à Paris.
Avocat aux conseils à Paris et maire de Vignol, il est député du tiers état aux États généraux de 1789 pour le bailliage de Nivernais. Il siège avec la majorité. Déclaré suspect sous la Terreur, il est condamné à mort et exécuté.

## Sources
- « Louis Parent de Chassy », dans Adolphe Robert et Gaston Cougny, Dictionnaire des parlementaires français, Edgar Bourloton, 1889-1891 [détail de l’édition]